# FIA Groupe C

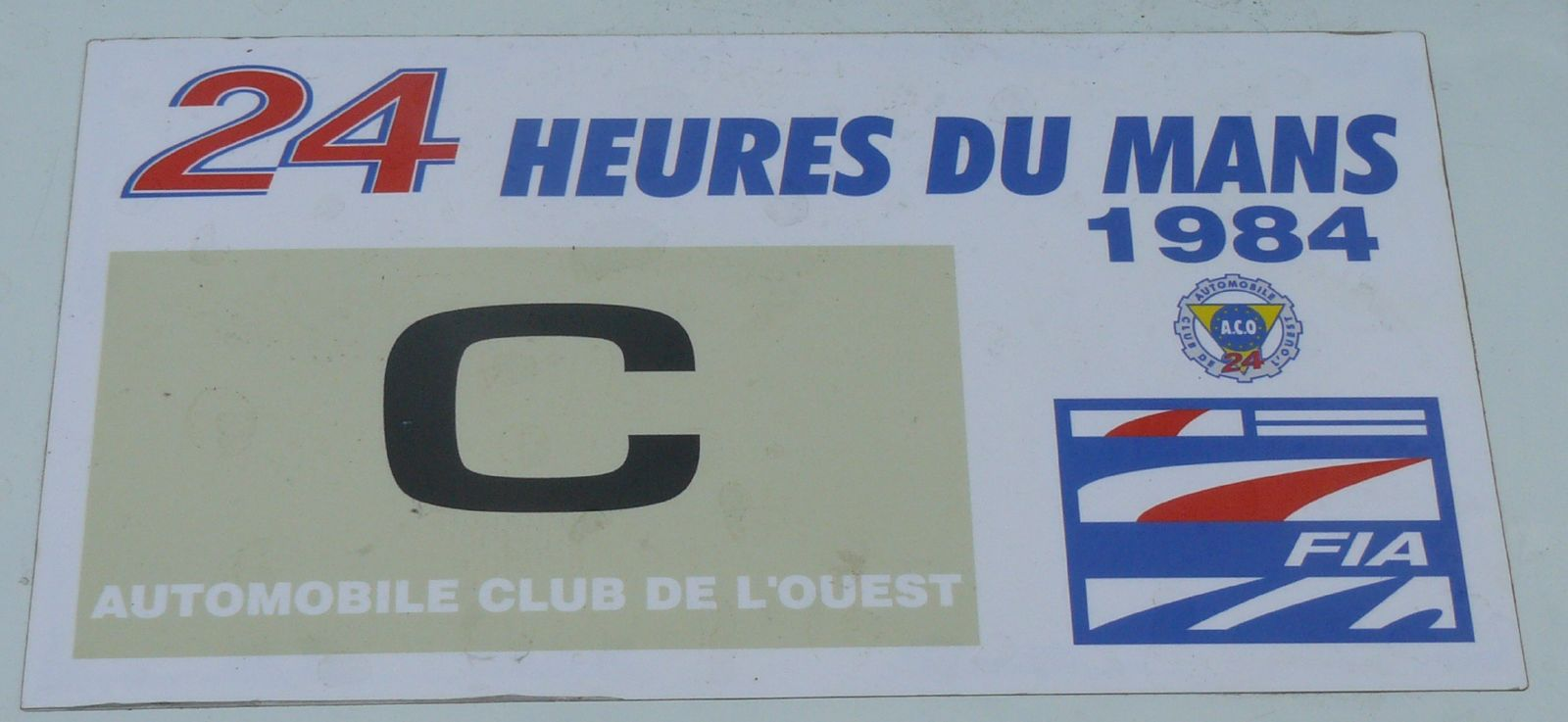
Un sticker pour les voitures du Groupe C lors des 24 Heures du Mans 1984.

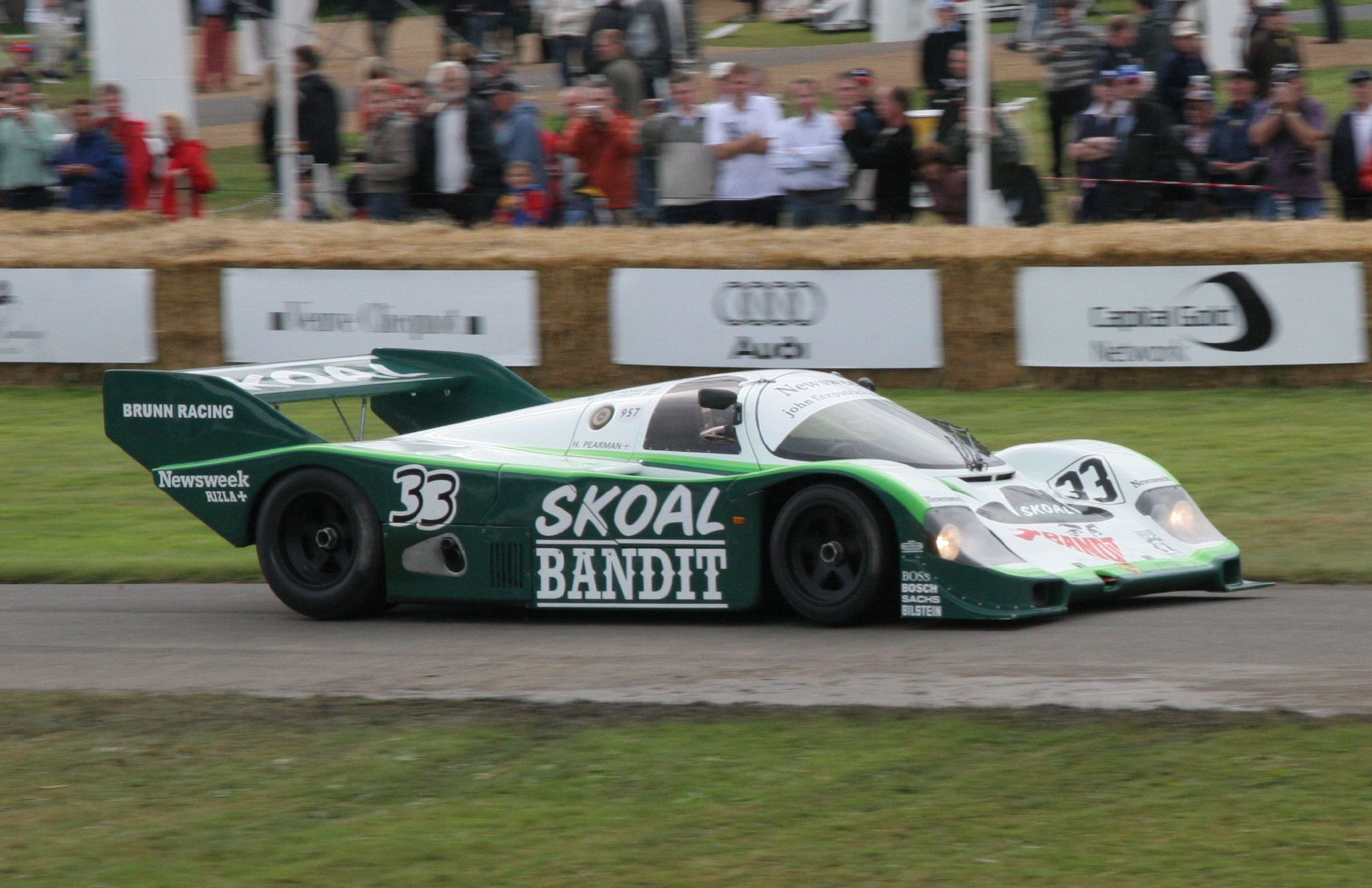
La Porsche 956, une des voitures les plus connues du Groupe C.

Le Groupe C est une ancienne catégorie de sport-prototypes, introduite par la Fédération internationale de l'automobile (FIA) en 1982, avec le groupe A et le groupe B.
Les sport-prototypes du Groupe C étaient destinés à remplacer les Groupe 5, telles que la Porsche 935, et les Groupe 6, telles que la Porsche 936.
Ils furent utilisés, de 1982 à 1992, dans les championnats du monde d'Endurance (1982-1985), des sport-prototypes (1986-1990) puis des voitures de sport (1991-1992), ainsi que dans l'éphémère championnat d'Europe d'endurance (1983).

## Voitures du Groupe C
- ADA
  - 01, 03
- Alba
  - AR2, AR3, AR4, AR5, AR6, AR20
- ALD
  - 02, 03, 04, C289, C91
- Allard
  - J2X-C
- Argo
  - JM19, JM19B, JM19C
- Aston Martin
  - AMR-1
- Bardon
  - DB1
- BRM
  - P351
- Brun
  - C91
- Cheetah
  - G604
- Chevron
  - B36, B62
- Courage Compétition
  - C01, C01B, C02, C12, C20, C20B, C20S, C22, C22LM, C24S, C26S, C28LM, C30LM, C32LM
- De Cadenet (avec Lola)
  - LM
- Dome
  - RC82, RC83, 85C, 86C
- Ecosse
  - C284, C285, C286
- EMKA
  - C83/1, C84/1
- Ford
  - C100
- Gebhardt
  - JC843, JC853, C91
- Grid
  - S1, S2
- Jaguar Cars
  - XJR-5, XJR-6, XJR-8, XJR-9, XJR-11, XJR-12, XJR-14
- Konrad
  - KM-011
- Kremer
  - CK5
- Lancia
  - LC1, LC2
- Lola
  - T610, T616, T92/10
- Lotec
  - C302, M1C
- March
  - 82G, 84G, 85G, 88S
- Mazda
  - 717C, 727C, 737C, 757, 767, 767B, 787, 787B, MXR-01
- Mercedes-Benz (avec Sauber)
  - C11, C291, C292
- Nimrod
  - NRA C2
- Nissan
  - R85V, R86V, R87E, R88C, R89C, R90CP, R90CK, R91CP, R92CP
- Olmas
  - GLT-200
- Peugeot
  - 905, 905 Evo
- Porsche
  - 936C, 936J, 956, 962C, 962CK6
- ROC
  - 002
- Rondeau
  - M379, M382, M482
- Royale
  - RP40
- Sauber
  - SHS C6, C7, C8, C9
- Spice
  - SE86C, SE88C, SE87C, SE89C, SE90C
- Sthemo
  - SM01, SMC2
- Strandell
  - 85
- Tiga
  - GC84, GC85, GC286, GC287, GC288, GC289
- Toyota
  - 85C, 86C, 87C, 88C, 89C-V, 90C-V, 91C-V, 92C-V, 93C-V, 94C-V, TS010
- URD
  - C81, C83
- WM
  - P82, P83, P85, P86, P87, P88, P489